# Pekelcompagnie

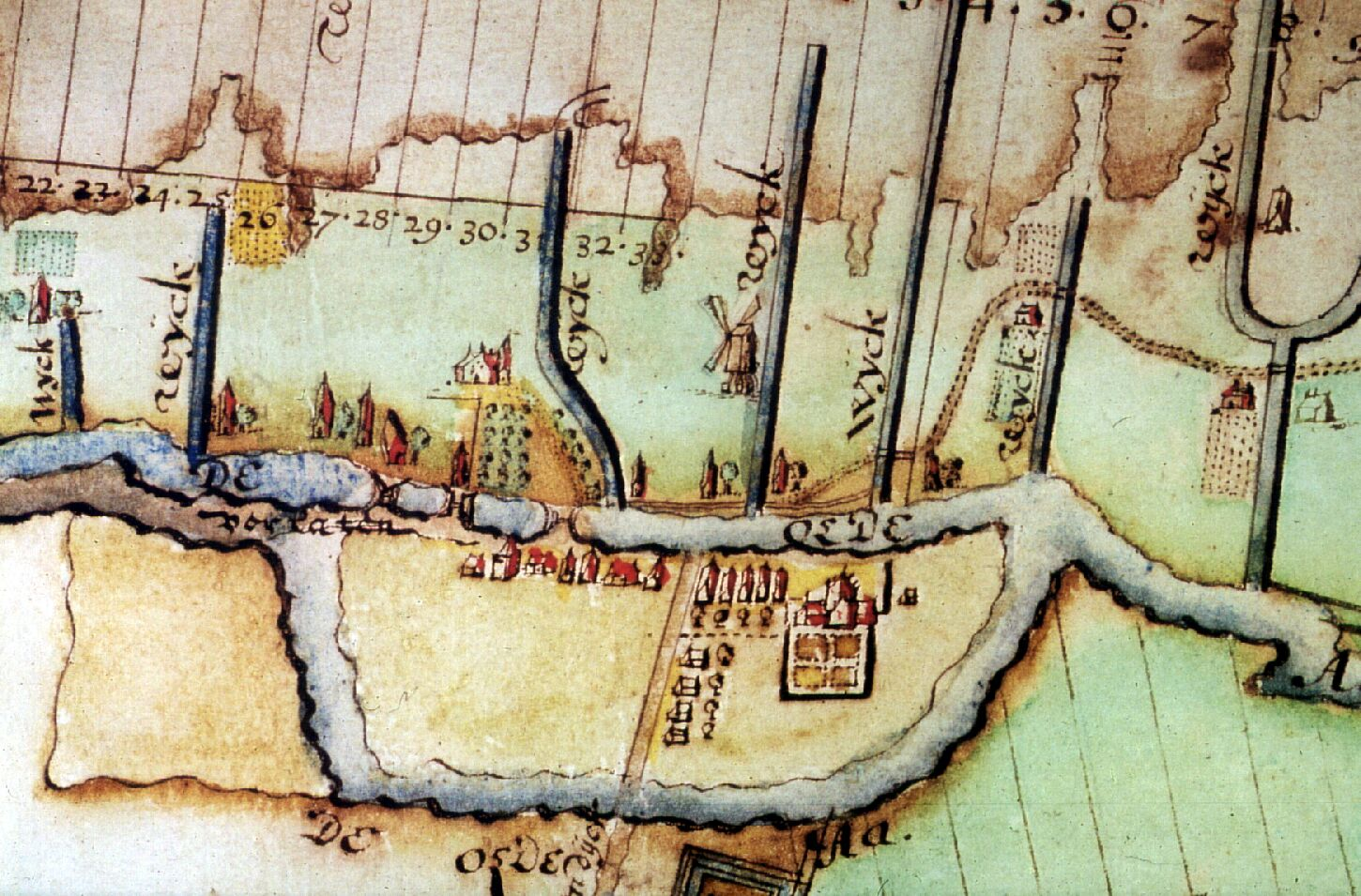
Detail van de door Egbert Haubois in 1647 getekende kaart van het centrum van Pekela; de nummering van de loten en de voortgang van de ontginning van het veengebied zijn duidelijk zichtbaar.

De Pekelcompagnie bestond uit een groep personen, die als eersten de venen ten zuiden van Winschoten op grote schaal hebben ontgonnen om de hierbij verkregen turf te verkopen. De venen waren gelegen aan weerszijden van het riviertje de Pekel A, zowel in het Oldambt als in Westerwolde.

## Oorsprong
Het gebied waarin de Gronings-Drentse veenkoloniën liggen, was in de 16e eeuw een weinig aantrekkelijke streek, bestaande uit moerassige en voor de mens gevaarlijke hoogvenen. Aan de randen stak hij turf om zo in zijn behoefte aan brandstof te voorzien. Het duurde tot de Gouden Eeuw voordat men de handen ineensloeg en met de ontginning van het gebied begon. Al in 1558 was er sprake van een stuk weiland bij Winschoten, die Pekell genaamd.

## De Pekelcompagnie
Een groepje Friezen en Hollanders kocht in de laatste 10 jaar van de 16e eeuw van de eigenerfden in Winschoten stukken veen ten zuiden van deze plaats. Deze transacties vonden hoofdzakelijk plaats voor Gerardus Weemhoff, pastor te Winschoten. 
Op 21 juni 1599 sloot dit groepje een overeenkomst waarin afspraken werden gemaakt over hoe deze venen het best konden worden ontgonnen. De Pekelcompagnie was geboren. De benedenloop van het veenstroompje de Pekel A werd verbreed en verdiept om zodoende het veen beter te kunnen afgraven en te vervoeren. Voor het eerst in de geschiedenis gebeurde de vervening in dit veengebied op grootschalige wijze. Het veengebied werd daarbij verdeeld in 101 loten, en wel 33 loten aan de zuidzijde van de Pekel A beneden het verlaat, 33 loten aan de zuidzijde, boven het verlaat, en 35 loten aan de noordzijde boven het verlaat. Op de ontgonnen gronden ontstond de eerste veenkolonie in het noordoosten van  Nederland: (Oude) Pekela.

## Samenstelling
De eerste samenstelling van de Pekelcompagnie bestond in 1599 uit: Mathias Johann Thiabbens, Heere Wijtzes, Haddu Jans, echtgenote van Jan Sijmens, woonachtig te Dokkum en Jan Goverts uit Gorkum. Zij vormden ook het hiervóór genoemde groepje dat al een jaar eerder stukken veen had gekocht. Het ging de deelgenoten in de compagnie in de eerste plaats om turf. Deze waardevolle brandstof werd via de stad Groningen naar alle delen van de provincie vervoerd en verkocht. Ook de steden van Holland en de grote Noord-Duitse kustplaatsen waren goede afnemers van het bruine goud.

## Huishoudelijk reglement
Op 7 april 1602 werd voor notaris Cornelis Sickes te Leeuwarden een huishoudelijk reglement voor de compagnie vastgesteld. In datzelfde jaar vonden al enige mutaties plaats in de compagnie; deze bestond nu uit: Frederich Meynders, als erfgenaam van zijn broer Mathias Johann Thiabbens, de meestertimmerman Cornelis Jansen, zoon van Jan Sijmens en Haddu Jans, Heere Wijtses, Taetske Ericx, weduwe van Obbe Asses, Pieter Jansen Clock en Aalthijen Terwischa, weduwe van de grietman Asse Obbes. Ook in latere jaren wisselde de compagnie regelmatig van samenstelling.

## De rol van de stad Groningen
In 1635 verkocht een van de toenmalige deelgenoten in de Pekelcompagnie, Feike Alles Clock, die door vererving en aankoop een groot gedeelte van de venen in eigendom had gekregen, zijn aandeel aan de stad Groningen. Vanaf dat moment werd de ontginning van de venen welvarend en bedrijfsmatig aangepakt.